# Lord, Send Me an Angel
Lord, Send Me an Angel è una canzone di Blind Willie McTell, di cui sono state registrate due versioni, il 19 settembre 1933 a New York. Il singolo è stato rifatto dalla rock band statunitense The White Stripes nell'ottobre del 2000 e pubblicato come singolo insieme alla canzone "You're Pretty Good Looking (For A Girl)" tratta dall'album De Stijl del 2000.

## Tracce
1. Lord, Send Me An Angel
2. You're Pretty Good Looking (For A Girl)